# Sieglind Spieler
Sieglind Spieler (* 28. Mai 1934 in Freiberg; † 29. November 2024 ebenda) war eine deutsche Schriftstellerin und Lyrikerin.

## Leben
Sieglind Spieler arbeitete als Forstarbeiterin und Spielzeugherstellerin. Nach dem Studium an der Fachschule für Bibliothekare „Erich Weinert“ in Leipzig arbeitete sie als Bibliothekarin in der Stadtbücherei Freiberg. Um 1970 begann sie mit dem Schreiben von Erzählungen und Gedichten.
Seit 1995 war sie Mitglied der AG WORT e.V. Freiberg. Sie veröffentlichte zahlreiche Erzählungen und Gedichte in Zeitschriften und Anthologien (u. a. in den Erzgebirgischen Heimatblättern und den Freiberger Leseheften).

## Werke
- Einkehr im Augenblick, Peter-Segler-Verlag, Freiberg. 2002, ISBN 3-931445-12-7
- Gesichter im Zeitfenster, Edition Freiberg, Dresden, 2006, ISBN 3-9809318-1-1
- Tanz im Erdenwind. Karin Fischer Verlag, Aachen, 2008, ISBN 3-89514-781-8
- Iris, meine Liebe und andere Erzählungen. Karin Fischer Verlag, Aachen, 2010, ISBN 978-3-89514-991-7
- Mucks-Mäuschen-still: Lustige Bilder und Texte für Kinder von vier Jahren an. Edition Freiberg, Dresden, 2012, ISBN 978-3-943377-04-0
- Sommerliebe und andere Erzählungen. Karin Fischer Verlag, 2013, ISBN 978-3842241411